# لورني وارد
لورني وارد (بالإنجليزية: Lorne Ward)‏ هو لاعب اتحاد الرغبي جنوب أفريقي، ولد في 16 فبراير 1977 في بيترماريتزبرغ في جنوب أفريقيا.

## وصلات خارجية
- لورني وارد على موقع دوري الرغبي الممتاز (الإنجليزية)
- لورني وارد عل موقع إسبنسكروم (الإنجليزية)
- لورني وارد على موقع ItsRugby.co.uk (الإنجليزية)